# Терентьева, Наталья Михайловна
Наталья Михайловна Терентьева (в девичестве - Непряева, род. 6 сентября 1995, Тверь) — российская лыжница, олимпийская чемпионка в эстафете (2022), трёхкратный призёр Олимпийских игр, трёхкратный призёр чемпионатов мира, обладательница Большого хрустального глобуса (2021/22), первая российская лыжница, выигравшая общий зачёт многодневной гонки «Тур де Ски» (2021/22), двукратная чемпионка мира по бегу на роликовых лыжах (2019, 2021). Заслуженный мастер спорта России (2018). Универсал, успешно выступает и в дистанционных, и в спринтерских гонках.
Младшая сестра Дарья тоже лыжница.

## Спортивная карьера

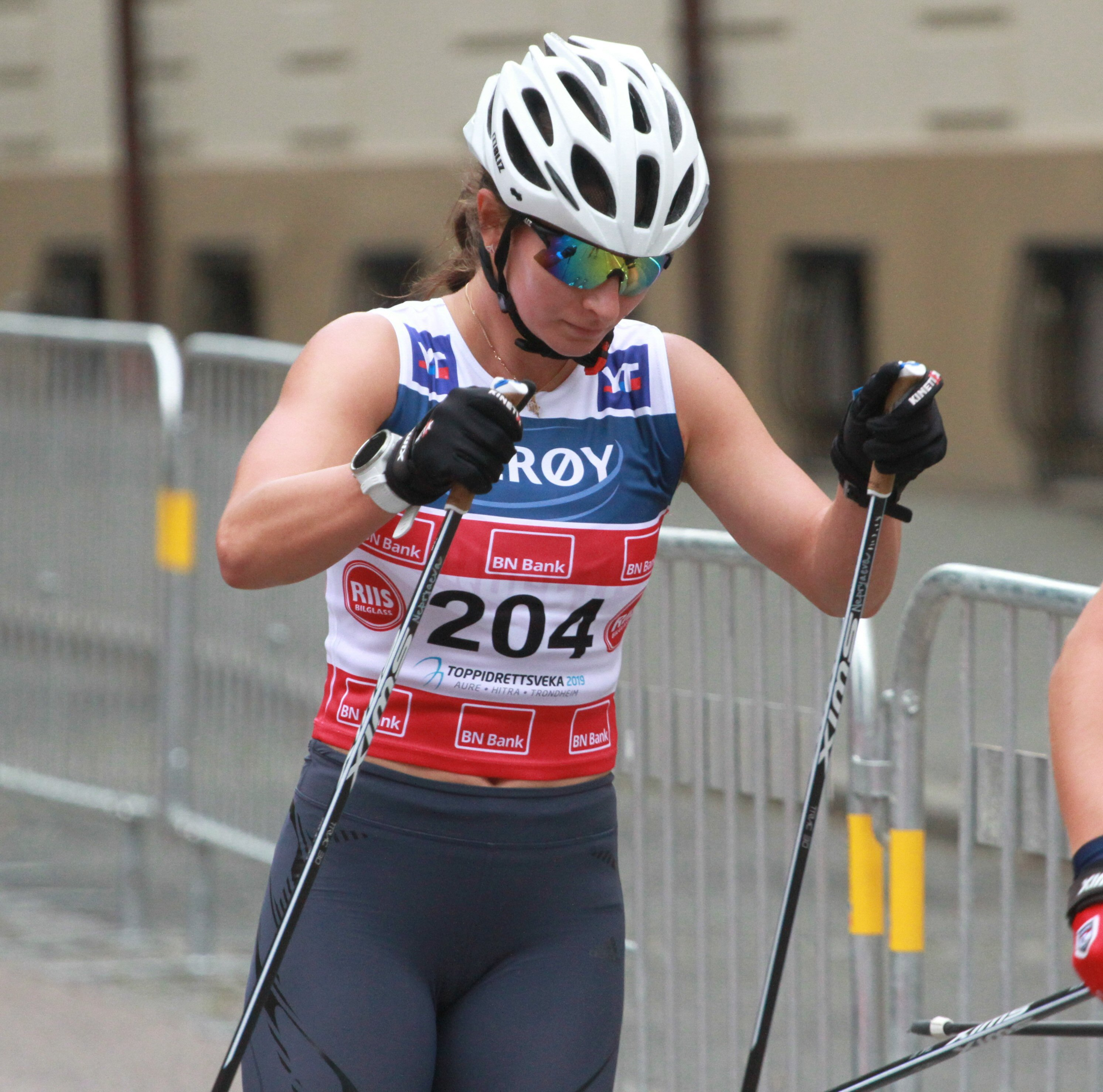
Непряева летом 2019 года

Наталья Непряева родилась 6 сентября 1995 года в Твери.
Воспитанница тверского спорта, занималась лыжным спортом с семи лет под руководством матери — Ирины Александровны Непряевой, и Александра Васильевича Смирнова. На внутренних соревнованиях ранее представляла Тверскую и Московскую области и Центр олимпийских видов спорта Московской области, с 2019 года — Архангельскую область. В национальной сборной тренируется в команде известного тренера Юрия Бородавко.
Призёр юношеского чемпионата мира 2013 года, обладательница полного комплекта наград Европейского юношеского Олимпийского фестиваля 2013 года, победительница чемпионата мира среди юниоров 2014 года. Неоднократная чемпионка и призёр первенств России среди юниоров и молодёжи, победительница и призёр Всероссийской Спартакиады учащихся.
На чемпионате России 2014 года стала бронзовым призёром в эстафете в составе сборной Московской области. В дальнейшем на национальных чемпионатах завоёвывала серебро (2015, 2016 — эстафета; 2017 — 30 км масс-старт) и бронзу (2017 — командный спринт).
С 2014 года выступает за сборную России. В ноябре 2016 года показала 20-й результат на этапе Кубка мира в финской Рука, что было лучшим результатом спортсменки до 2018 года. В 2018 году на первом этапе «Тур де Ски» в спринте заняла четвёртое место. По итогам Тур де Ски 2017/2018 стала пятой в спринтерском зачёте, а в общем зачёте — 11-й. В сезоне 2017/2018 выиграла молодёжный зачёт (до 23 лет) на Кубке мира.
На Зимней Олимпиаде 2018, в первой гонке, в скиатлоне, Наталья практически всю гонку оставалась в лидирующей группе, однако на финишных километрах не смогла удержаться за фаворитами и в итоге заняла восьмое место, уступив победительнице Шарлотте Калла 33 секунды. В эстафете 4х5 км, на Зимней Олимпиаде 2018, Наталья Непряева, вместе с Юлией Белоруковой, Анастасией Седовой и Анной Нечаевской, завоевала бронзовую медаль.
15 мая 2019 года подписала соглашение с генеральным директором Группы компаний УЛК Владимиром Буториным о том, что с 1 июня 2019 года на всероссийских соревнованиях будет представлять Архангельскую область.
В январе 2022 года Наталья стала первой лыжницей из России, выигравшей общий зачёт многодневной гонки «Тур де Ски» 2021/2022.
На зимних Олимпийских играх 2022 года в Пекине Наталья на дистанции женского скиатлона завоевала олимпийскую серебряную медаль, финишировав с отставанием от победительницы Терезы Йохауг 30,2 секунды.
29 марта 2022 года Наталья Непряева завоевала третье золото на Чемпионате России 2022 года, выиграв гонку на дистанции 10 км классическим стилем. Она прошла дистанцию за 29 минут 16 секунд.

27 марта 2023 года, главный тренер сборной России по лыжным гонкам - Маркус Крамер заявил, что сожалеет об отсутствии российских лыжников Натальи Непряевой и Александра Большунова на этапах Кубка мира. И глава Федерации лыжных гонок России - Елена Вяльбе, в своем  интервью, также отметила этот факт. 

Наталья (Непряева) в прошлом году выиграла общий зачет Кубка мира. Она бы и в этом его выиграла. Там особо не с кем соревноваться. Что касается Саши (Большунова) и Сереги (Устюгова), то тоже все ясно и понятно. Наверное, наши результаты в Пекине говорили о себе.
— Елена Вяльбе: Эксклюзивное интервью «Спорт-Экспресс». // [Михаил Кузнецов, sport-express.ru] (20 апреля 2023)
9 апреля 2023 Наталья Непряева стала победительницей общего зачета Кубка России по лыжным гонкам, в котором она набрала 860 очков и выиграла Кубок России по лыжным гонкам. Пропускала сезон 2023/2024 из-за беременности. На Чемпионате России по лыжным гонкам в 2025 году выиграла 4 золота - в скиатлоне, спринте, командном спринте и эстафете. Также, в активе Натальи серебро смешанной эстафеты ЧР.

## Результаты

### Олимпийские игры
| Олимпийские игры | Спринт | Командный спринт | 10 км раздельный старт | 7,5+7,5 км скиатлон | 30 км масс-старт | Эстафета |
| ---------------- | ------ | ---------------- | ---------------------- | ------------------- | ---------------- | -------- |
| 2018 Пхёнчхан    | 4      | 9                | —                      | 8                   | 24               | 3        |
| 2022 Пекин       | 14     | 3                | 4                      | 2                   | DNF              | 1        |

### Чемпионаты мира по лыжным видам спорта
| Чемпионат мира  | Спринт | Командный спринт | 10 км раздельный старт | 7,5+7,5 км скиатлон | 30 км масс-старт | Эстафета |
| --------------- | ------ | ---------------- | ---------------------- | ------------------- | ---------------- | -------- |
| 2019 Зеефельд   | 9      | 4                | 7                      | 3                   | —                | 3        |
| 2021 Оберстдорф | 22     | 4                | 12                     | 16                  |                  | 2        |

### Победы на Кубке мира
| #  | Дата            | Соревнование       | Место          | Дисциплина       |
| -- | --------------- | ------------------ | -------------- | ---------------- |
| 1. | 30 декабря 2018 | Тур де Ски 2018/19 | Тоблах         | 10 км            |
| 2. | 26 января 2020  | Кубок мира 2019/20 | Оберстдорф     | Спринт           |
| 3. | 8 января 2021   | Тур де Ски 2020/21 | Валь-ди-Фьемме | 10 км Масс-старт |
| 4. | 1 января 2022   | Тур де Ски 2021/22 | Оберстдорф     | Спринт           |
| 5. | 3 января 2022   | Тур де Ски 2021/22 | Валь-ди-Фьемме | 10 км Масс-старт |

## Награды
- Орден Дружбы (25 февраля 2022 года) — за высокие спортивные достижения, волю к победе, стойкость и целеустремлённость, проявленные на XXIV Олимпийских зимних играх 2022 года в городе Пекине (Китайская Народная Республика)[14];
- Медаль ордена «За заслуги перед Отечеством» II степени (27 февраля 2018 года) — за высокие спортивные достижения на XXIII Олимпийских зимних играх 2018 года в городе Пхёнчхане, проявленные волю к победе, стойкость и целеустремлённость[15];
- Заслуженный мастер спорта России (2018).

## Личная жизнь
23 августа 2023 года вышла замуж за российского лыжника Александра Терентьева. 15 апреля 2024 года было объявлено о том, что пара ждёт ребёнка. 21 августа 2024 года Наталья родила дочь, которую назвали Василисой